# 餓狼伝説スペシャル
『餓狼伝説スペシャル』（がろうでんせつスペシャル）は、1993年9月16日に稼働したSNKのアーケード用2D対戦型格闘ゲーム。欧米でのタイトル表記は『Fatal Fury Special』。
システム基板はMVSを使用し、容量は150メガビットとなっている。
開発はSNKが行い、プロデューサーは同社の創業者である川崎英吉が担当、メイン・プランナーは前2作から引き続き塚本高史が担当、音楽は『戦国伝承』（1991年）を手掛けた清水敏夫、『龍虎の拳』（1992年）を手掛けた山田泰正および北村芳彦が担当した。また、キャラクターイラストは森気楼および白井影二が担当し、本作のイラストが兵庫県警察の少年犯罪防止運動ポスターに使用された。
同年にネオジオに移植された他、1994年にはX68000、スーパーファミコン、ネオジオCD、ゲームギア、PCエンジンアーケードカードCD-ROM²などパソコンから家庭用ゲーム機、携帯型ゲームまで幅広く移植され、1995年にはメガCD、1996年にはFM-TOWNSに移植された。各作品においては、オリジナルと異なる点や、追加要素がある。アーケード版は後にPlayStation 2用ソフト『餓狼伝説 バトルアーカイブズ 1』（2006年）に収録された他、2007年にはXbox 360用ソフトとしてXbox Live Arcadeにて配信、2009年にはWii用ソフトとしてバーチャルコンソールにて配信、2017年にはPlayStation 4およびNintendo Switch、Xbox One用ソフトとしてアケアカNEOGEOにて配信された。
アーケード版はゲーム誌『ゲーメスト』の企画「第7回ゲーメスト大賞」（1993年度）にて大賞2位、ベスト対戦格闘賞2位、ベストグラフィック賞1位、ベスト演出賞2位、ベストVGM賞2位を獲得した。

## 概要
同社の『餓狼伝説2』（1992年、以下『餓狼2』と表記）のバージョンアップ的な作品。ステージ背景などに様々な隠し要素が用意されており、条件を満たすことで見ることができる。各キャラクターのエンディング内容およびグラフィックも変更された。
ゲームシステムの変更点も多い。キャラクターの性能が調整され、連続技が導入される（前作まではダメージを受けている＝のけぞっている間は無敵状態だった）など、今まで以上に対人戦を意識した作品となっている。ライン移動攻撃も変更された。また、よりスムーズにゲームを進行できるようにしたいという制作側の配慮からボーナスステージは削除された。
また、1ラウンドの試合時間も『餓狼2』では90秒だったが、今作以降は60秒に短縮された。
ヒットストップ時間や相手を倒して勝利ポーズに入るまでの時間が短縮されたり、中間デモのボタンスキップが前作以上に素早くできたりと、全体的なテンポが向上している。
発売より長期経過後も、全国規模の大会やファンの集いなどが開催されるなど、長く親しまれる作品である。また、2008年1月にSNKプレイモアが販売した5号機のパチスロ機の題材でもある。同社が2006年に稼働したパチスロ機『餓狼伝説』の第2弾として登場した。

## ゲーム内容

### システム
操作キャラクターは『餓狼2』の8人に加え、同作ではCPU専用キャラクターであった三闘士（ビリー・カーン、アクセル・ホーク、ローレンス・ブラッド）、ヴォルフガング・クラウザーが操作キャラクターとして使用可能となった。また、初代『餓狼伝説』よりダック・キング、タン・フー・ルー、ギース・ハワードの3人のキャラクターが加わり、操作キャラクターは合計15名となる。さらに、隠しキャラクターとして、対CPU戦を全て2ラウンドストレート勝ちで進めて最終ボスのクラウザーを倒すと、『龍虎の拳』シリーズの登場のキャラクターであるリョウ・サカザキが乱入し、対戦することになる。リョウはあくまでゲストキャラクターであって、最終ボスではないが、リョウに負けるとゲームオーバーとなる。また、途中で1ラウンドでも落としてしまうとクラウザーを倒してもエンディングとなる。
ステージとBGMも新キャラクター全員分が用意された。既存のステージにも大小様々な修正が行われている。対戦時には挑戦者側のキャラクターのステージが使われるため、組み合わせ次第では対戦バランスに影響が出る場合がある。

### CPU戦
使用キャラクターを選んだ後、三闘士とギースとクラウザーを除いた10人の中から最初の対戦相手を選ぶ。
この10人の登場順はテリー→ベア→タン→ジョー→十兵衛→キム→チン→アンディ→舞→ダック→テリーの1パターンのみであり、1周して10人全員を倒すとビリー→アクセル→ローレンス→ギース→クラウザーと続いていき、この時点で1ラウンドも落としていない場合はリョウが出現する。
登場順が後に登場するキャラクターほどCPUのアルゴリズムが強くなり、技の威力も跳ね上がっていく。ギースとクラウザー以外のキャラクターが対戦で使用されて負けた場合はCPU戦でも倒された扱いとなり、前述の順番の次のキャラクターへと対戦順が進められる。
プレイヤーのあらゆる種類の攻撃に対してCPUキャラがどのような反応をするかが設定されてあり、プレイヤーが何もしない時のCPUは、キャラクターの特徴を出す行動をする。CPUはタメ系の必殺技を出す時にタメる時間を要さず、ダイレクトに出せるように設定がされている。相手と間合いをとった状態でCボタンを押すと挑発ポーズをとる。挑発は途中での操作でキャンセルが可能だが、CPUはキャンセルをしない。
1ラウンド落とした場合でも「そのまま負けてコンティニューする」「その試合中に乱入対戦され、ストレート勝ちする」「負けてメモリーカードにデータをセーブし、再開する」といった方法で、その負けを無効化することができる。

## 登場キャラクター

### プレイヤーキャラクター
テリー・ボガード (Terry Bogard)
声：橋本さとし
出身地：アメリカ / 誕生日：1971年3月15日 / 年齢：23歳 / 血液型：O型 / 身長：182cm / 体重：77kg
ギースに暗殺されたジェフ・ボガードの息子。マーシャルアーツとジェフ譲りの喧嘩拳法を使う。
アンディ・ボガード (Andy Bogard)
声：橋本潤
出身地：アメリカ / 誕生日：1972年8月16日 / 年齢：21歳 / 血液型：A型 / 身長：171cm / 体重：69kg
テリーの弟で骨法の達人。師は舞の祖父・不知火半蔵。
ジョー・ヒガシ (Joe Higashi)
声：生瀬勝久
出身地：日本 / 誕生日：1972年3月29日 / 年齢：22歳 / 血液型：AB型 / 身長：180cm / 体重：72kg
「嵐を呼ぶ男」の異名を持つムエタイチャンプ。名前を日本式に書くと「東丈」。
ビッグ・ベア (Big Bear)
声：竹田団吾
出身地：オーストラリア / 誕生日：生年不明、3月3日 / 年齢：(35歳前後?) / 血液型：O型 / 身長：202cm / 体重：210kg
2メートルを越す巨体のプロレスラー。初代『餓狼伝説』に登場した悪役レスラー「ライデン」と同一人物だが、ギースが敗れた事で改心してマスクを脱いで正統派レスラーとして参戦する。細かい変更点として、勝利ポーズ時の顔グラフィックが描き直された。
チン・シンザン (Cheng Sinzan)
声：橋本潤
出身地：台湾 / 誕生日：1952年8月10日 / 年齢：41歳 / 血液型：O型 / 身長：160cm / 体重：100kg
香港でトップクラスの財力を持つ大金持ちの太極拳使い。本作ではジョーに対してライバル意識を持つ台詞がある。
不知火舞 (Mai Shiranui)
声：曽木康代
出身地：日本 / 誕生日：1974年1月1日 / 年齢：20歳 / 血液型：B型 / 身長：164cm / 体重：50kg
不知火流忍術を駆使して戦うくの一。アンディに惚れている。
細かい変更点として試合前メッセージと勝利メッセージが全面改訂され、さらに1Pの装束の色が桃と黄から赤と白に変更、体力ゲージ横の顔も描き直された。
キム・カッファン (Kim Kaphwan)
声：橋本さとし
出身地：韓国 / 誕生日：1964年12月21日 / 年齢：29歳 / 血液型：A型/ 身長：176cm / 体重：78kg
正義を重んじ、決して悪を許さないテコンドーの師範。『餓狼2』よりもさらに性能が強化された。特定の条件を満たすと、一部の背景で空を飛ぶ姿を見ることができる。
ホームステージやエンディングには家族（妻のミョンサク、息子のドンファンとジェイフン）が登場する。
山田十平衛 (Jubei Yamada)
声：竹田団吾
出身地：日本 / 誕生日：1922年7月7日 / 年齢：72歳 / 血液型：A型 / 身長：156cm / 体重：50kg
若いころは「鬼」と怖れられたほどの柔道の達人だが、相当なスケベ老人。煎餅を投げて飛び道具にする。エンディング画面では女子高生に囲まれている。
ダック・キング (Duck King)
声：マイケル・ビアード
出身地：アメリカ / 誕生日：1967年2月2日 / 年齢：27歳 / 血液型：B型 / 身長：179cm / 体重：62kg
テリーのライバルを自称するモヒカン青年。Pちゃんという名のヒヨコ（本人は「ジュリエッタ」と呼んでいる）を飼っている。本作で追加された超必殺技「ブレイクスパイラル」は、発動時のボイス「You an angel baby!」（意味は「死んじまえ！」、声優のアドリブだという）と広い投げ間合いが特徴。
タン・フー・ルー (Tung Fu Rue)
声：逆木圭一郎
出身地：中国 / 誕生日：1924年4月14日 / 年齢：70歳 / 血液型：A型 / 身長：163cm / 体重：46kg
ジェフとギースとチンの師匠で中国拳法「八極聖拳」の達人。超必殺技「旋風剛拳」で自身の筋肉を巨大化させるが、これは気の力が見せる幻影である。
ビリー・カーン (Billy Kane)
声：生瀬勝久
出身地：イギリス / 誕生日：1966年12月25日 / 年齢：27歳 / 血液型：B型 / 身長：179cm / 体重：77kg
三闘士の1人。ギースの側近で三節棍棒術の達人。前作では（実は）生きていたギースの命令を受け、クラウザーの部下に成りすましたスパイであった。パーフェクト勝ちすると4万点のボーナスが貰える。
アクセル・ホーク (Axel Hawk)
声：マイケル・ビアード
出身地：アメリカ / 誕生日：1954年6月13日 / 年齢：39歳 / 血液型：AB型 / 身長：196cm / 体重：125kg
三闘士の1人。ボクシングの元ヘビー級チャンピオン。大切なものに「お母さん」を挙げるなど、母親想いでもある。
本作ではマイケル・マックスから飛び道具の「トルネードアッパー」を伝授され、飛び道具が変更された。パーフェクト勝ちすると6万点のボーナスが貰える。
ローレンス・ブラッド (Laurence Blood)
声：生瀬勝久
出身地：スペイン / 誕生日：1960年9月4日 / 年齢：33歳 / 血液型：B型 / 身長：195cm / 体重：95kg
三闘士の1人。素手で闘牛を殺せる、冷酷で凄腕の闘牛士。パーフェクト勝ちすると8万点のボーナスが貰える。
ギース・ハワード (Geese Howard)
声：生瀬勝久
出身地：アメリカ / 誕生日：1953年1月21日 / 年齢：41歳 / 血液型：B型 / 身長：183cm / 体重：82kg
サウスタウンの支配者。『餓狼伝説』でテリー、アンディ、ジョーのいずれかに倒され、死亡したと思われていたが、本作で復活を果たす（ただし、本作は公式ストーリーが存在しないため、正式な生存が確認されるのは『餓狼3』）。当て身投げや超必殺技「レイジングストーム」などが追加された。クラウザーの異母兄に当たる。パーフェクト勝ちすると10万点のボーナスが貰える。
ヴォルフガング・クラウザー (Wolfgang Krauser)
声：マイケル・ビアード
出身地：ドイツ / 誕生日：不明 / 年齢：不明 / 血液型：A型 / 身長：200cm / 体重：145kg
シュトロハイム城の城主。裏世界では「暗黒の帝王」と呼ばれ、畏怖されている。ギースの異母弟でもあるが、彼もクラウザーもお互いの存在を認めず、反目し合っている。パーフェクト勝ちすると18万点のボーナスが貰える。

### ゲストキャラクター
リョウ・サカザキ  (Ryo Sakazaki)
声：臼井雅基
出身地：日本 / 誕生日：1971年8月2日 / 年齢：23歳 / 血液型：O型 / 身長：179cm / 体重：68kg
SNKの別作品『龍虎の拳』の主人公。作中のゲストキャラとして登場する彼を『龍虎の拳』の時系列から見ると、ユリ誘拐事件の中でロバート・ガルシアと共にサウスタウンを訪れている。業務用ではCPU専用の隠しボスキャラクターとしてゲスト登場。『龍虎の拳』と『餓狼伝説』では時代設定が異なるため、このリョウは「プレイヤーが見た幻」ということになっている。名目上では番外戦のイベントとして「隠しキャラクター」だが、アーケード版の初披露の際に展示会のPVに登場していた。
高い攻撃力に加え、隙が皆無で飛び道具の撃ち合いでも負けない連射力を持つ「虎煌拳」、突進速度が速くガード不能の超必殺技「龍虎乱舞」を持つなど、無類の強さを誇る。なお、「龍虎乱舞」は初代『龍虎の拳』のそれよりも攻撃回数が増えている。パーフェクト勝ちすると20万点のボーナスが貰える。
企画段階では隠しボスに『ワールドヒーローズ』のハンゾウが考えられていたが、当時は子会社とはいえ他社のキャラクターだった上、「やっぱりリョウの方が面白いんじゃないか」ということで、リョウに落ち着いた。リョウのデザインに関しては、初代『龍虎』でリョウを担当した人物に頼んだという。また、ジャッキー・チェンやSNKの社長を出すという案まで挙がっていたが、「誰も分らないからボツにしました（笑）」という。

## 移植版
| No. | タイトル                                                           | 発売日                                   | 対応機種                               | 開発元               | 発売元                     | メディア                              | 型式                        | 備考               |
| --- | ------------------------------------------------------------------ | ---------------------------------------- | -------------------------------------- | -------------------- | -------------------------- | ------------------------------------- | --------------------------- | ------------------ |
| 1   | 餓狼伝説スペシャル Fatal Fury Special                              | 1993年12月22日                           | ネオジオ                               | SNK                  | SNK                        | ロムカセット                          | NGH-058                     |                    |
| 2   | 餓狼伝説スペシャル                                                 | 1994年7月28日                            | X68000                                 | 魔法                 | 魔法                       | 5インチフロッピーディスク             | MGX-5004                    |                    |
| 3   | 餓狼伝説スペシャル Fatal Fury Special                              | 1994年7月29日 1995年4月1日 1995年        | スーパーファミコン                     | モノリス             | タカラ                     | 32メガビットロムカセット              | SHVC-3R SNS-3R-USA SNS-P-3R |                    |
| 4   | 餓狼伝説スペシャル Fatal Fury Special                              | 1994年9月9日                             | ネオジオCD                             | SNK                  | SNK                        | CD-ROM                                | NGCD-058 NGCD-058E          |                    |
| 5   | 餓狼伝説スペシャル Fatal Fury Special                              | 1994年11月25日 1994年 1995年3月          | ゲームギア                             | ガイブレイン         | タカラ                     | 4メガビットロムカセット               | 2025年6月30日 2582-50       |                    |
| 6   | 餓狼伝説スペシャル                                                 | 1994年12月2日                            | PCエンジンアーケードカードCD-ROM²      | ハドソン             | ハドソン                   | CD-ROM                                | HCD4067                     |                    |
| 7   | 餓狼伝説スペシャル Fatal Fury Special                              | 1995年3月31日 1995年 1995年7月           | メガCD                                 | ファンコム           | ビクターエンタテインメント | CD-ROM                                | T-60214 T-60165 T-60165-50  |                    |
| 8   | 餓狼伝説スペシャル                                                 | 1996年9月13日                            | FM-TOWNS                               | ジャパンホームビデオ | ジャパンホームビデオ       | CD-ROM                                | -                           |                    |
| 9   | 餓狼伝説 バトルアーカイブズ 1 Fatal Fury: Battle Archives Volume 1 | 2006年7月18日 2007年8月7日 2008年9月19日 | PlayStation 2                          | G1M2                 | SNKプレイモア              | DVD-ROM                               | SLPS-25664 SLUS-21537       | アーケード版の移植 |
| 10  | 餓狼伝説スペシャル INT Fatal Fury Special                          | INT 2007年9月5日                         | Xbox 360                               | SNKプレイモア        | SNKプレイモア              | ダウンロード (Xbox Live Arcade)       | -                           | アーケード版の移植 |
| 11  | 餓狼伝説スペシャル Fatal Fury Special                              | 2009年11月4日 2010年3月1日 2010年3月26日 | Wii                                    | SNK                  | D4エンタープライズ         | ダウンロード （バーチャルコンソール） | -                           | ネオジオ版の移植   |
| 12  | 餓狼伝説スペシャル Fatal Fury Special                              | INT 2015年4月3日                         | Android iOS                            | SNKプレイモア        | SNKプレイモア              | ダウンロード                          | -                           |                    |
| 13  | Fatal Fury Special                                                 | INT 2016年1月8日                         | Windows                                | DotEmu               | SNKプレイモア              | ダウンロード (Humble Store)           | -                           | アーケード版の移植 |
| 14  | Fatal Fury Special                                                 | INT 2017年5月30日                        | Windows                                | DotEmu               | SNK                        | ダウンロード (GOG.com)                | -                           | アーケード版の移植 |
| 15  | 餓狼伝説スペシャル Fatal Fury Special                              | INT 2017年7月13日                        | PlayStation 4 Nintendo Switch Xbox One | ハムスター           | ハムスター                 | ダウンロード （アケアカNEOGEO）       | -                           | アーケード版の移植 |
| 16  | Fatal Fury Special                                                 | INT 2018年5月25日                        | Windows Apps                           | ハムスター           | ハムスター                 | ダウンロード                          | -                           | アーケード版の移植 |
| 17  | 餓狼伝説スペシャル                                                 | INT 2023年12月21日                       | iOS Android                            | ハムスター           | SNK                        | ダウンロード                          | -                           | アーケード版の移植 |

ネオジオ版
アーケードの基板と仕様は同一だが、リョウ・サカザキが対戦で使用できる、サウンドテストモードがあるなどといった違いがある。また、対CPU戦で1ラウンドも負けずにクリアすると、通常のエンディングの後にキャラクター総出演の短いデモがいくつか入り、これは設定した難易度によっても内容が大きく変化する。
X68000版
内容はネオジオ版に近い出来だが、ゲーム自体の容量が大きいためハードディスクで起動しないとディスクの入れ替えが多く手間が掛かる。システムディスク以外のデータディスクは全て「9セクターフォーマット」というものでX68000では特殊なフォーマットを利用し、フロッピーディスクに少しでも多くのデータを入れる努力をしている。前作同様ロード時間は大きい。容量は109メガビット。音源性能自体はネオジオとほぼ同じだがその音楽はネオジオ版を忠実に移植したものではない。
スーパーファミコン版
発売元は一緒だが開発を担当したのは別の開発会社である。前作の『餓狼2』に比べてグラフィック面の移植度が向上しており、奥ラインに移動するとキャラクターが縮小されるようになっている。連続技は使用可能だが、一部の技のモーションおよび性質が、ネオジオ版とは異なる。
前作の『餓狼2』でテリーたちの活躍によってヴォルフガング・クラウザーが倒されてから一年後が本作の舞台となる。改めて異種格闘技大会(キングオブファイターズ)が開催される。
前作の餓狼伝説2がスーパーファミコン版として移植された時は超必殺技のコマンド入力は秘密扱いだったが、SFC版に移植された本作品の取扱説明書には超必殺技のコマンド入力も記載されている。
サウンド面では「ドルビーサラウンド」に対応しており、オプションの設定によりサラウンド効果を得ることができる。BGMには大胆なデジタルロック要素を含むアレンジがなされている。
裏技でリョウが使えるのはネオジオ版と同じだが、本作品では対CPU戦でも使用可能。前作同様OPは容量の関係で削除されており、SFC版では再現されることは無かった。いわゆる「次世代機」の影が見え始めてきた頃でもあり、SFCではハードの性質上スペックが足りなくなったことなどから、SFCでリリースされる『餓狼伝説』シリーズは今作で最後となった。容量は32メガビット。
ライセンスモード
SFC版オリジナルとしてライセンスモードがある。このモードは3分以内に全員を倒すのが目的であり、いつでも超必殺技が出せるようになっている。プレイヤーの体力ゲージがなく減ることもない。試合は1ラウンド制で、相手を60秒以内に倒すとボーナス点を得られる。相手の攻撃を食らったり、時間が経つごとに点数は減っていく。戦う順番はランダムであるため、いきなり三闘士やギース、クラウザーが出る時があり、リョウが使用できるようになっている場合も同様である。
ネオジオCD版
BGMが生音源である以外はネオジオ版とほぼ同じ。
ゲームギア版
携帯機への移植ながら、キャラクターはデフォルメされておらず等身大である。登場キャラクターはテリー、アンディ、ジョー、舞、タン、ダック、ビリー、ギース、リョウの9人のみ。リョウは隠しコマンドの入力無しで最初から使用できる。タイトルデモも移植されているが、クラウザーが登場する部分はリョウに置き換えられている。動きなどはメガドライブ版『餓狼伝説2』のものに近く、ライン移動はできない。技の性能は本家と違うが独自の連続技が可能。容量は4メガビット。
PCエンジンアーケードカードCD-ROM²版
前作の移植と同様にSNKからのデータ供与を受け、ネオジオ版のキャラクターのサイズやパターン、アルゴリズムを再現している。ロード時間もソフト制作技術の向上によって大幅に短縮されており、CD-ROMで発売された各機種版の中では最もロード時間が短い。サウンド面ではRSS（Roland Sound Space）による立体音響を採用している。BGMはCD-DAによるアレンジバージョンだが、前作よりもオリジナルを尊重したものとなっている。オプション設定には、対戦時間の変更、1Pと2Pの攻撃力の調整を行えるハンディキャップ機能、体力が最初から4分の1の状態で始まるデスマッチ戦の3つが追加されている。ADPCMが1音のため同時発音できないボイスも、音声を分割して交互に発音することで全て聞こえるようになった。コマンド入力によりリョウが使えるようになるが、ネオジオ版同様、対人戦のみとなっている。容量は79メガビット（CD-DAデータを除く）。
メガCD版
家庭用マシン移植の中では最後発。ネオジオ版を基準にして制作されたが、キャラクターのパターン、ボイス、SEなどがかなりカットされている。特に背景画は各ステージの象徴的なオブジェクトや観客、アニメーションが大幅にカットされ、また本機特有の発色数の問題もあり色使いが大胆に簡略化されている。BGMは業務用そのままのものを収録してCD-DAで再生しているが、対戦終了後の次のチャレンジャーが紹介されるシーンなどは無音になるなど、BGM自体がカットされている部分もある。メガCD版のオリジナル要素として、リョウは対戦・CPU戦ともに使用可能で、リョウのために描き下ろされたエンディングも用意されている。説明書などには触れられていないが、隠しコマンドなどの入力なども必要ない。説明書には技やコマンドなどリョウの情報の記入がない。容量は88メガビット（CD-DAデータを除く）。
FM TOWNS版
CD-ROMと起動用FDDを用いているため、X68000版とは異なりFDDの入れ替えの必要はなく再現度は初期の移植作品（ネオジオ・ネオジオCD以外）の中ではX68000版に次いで高い（ただし山田十平衛ステージの衝立はカットされた）。当作品がFM TOWNSゲームソフトの最後のソフトとなった。
PlayStation 2版
NEOGEO オンラインコレクションの第5弾『餓狼伝説 バトルアーカイブズ1』の収録タイトルの1つとして移植され販売された。PS2版追加要素を除き、アーケード版のほぼ完全な移植となっている。「DVD-ROM」というディスクメディアではあるが、一度タイトルを選択するとBGM以外のデータを全て一括で読み込むため、ゲーム開始後にロード時間で待たされることはない（BGMはDVD-ROM内から再生）。
Xbox 360版
Xbox Live Arcade用タイトルとしての移植作。Xbox Liveによる通信対戦が行うことができるほか、他人の対戦を観戦できるモードが実装された。Xbox 360自体スペックが非常に高いため、ごく一部を除きアーケード（ネオジオ）版が完全再現されている（ネオジオ起動画面は表示されない）。また、ロード時間も起動時の数秒のみであり、ゲーム中のロードはない。
Wii版
ネオジオ版の移植。バーチャルコンソールは基本的にオリジナル版をほぼ忠実に移植するため、内容にネオジオ版との違いはない。
PlayStation 4、Nintendo Switch、Xbox One版
MVS版の移植。アケアカNEOGEOの1作品として各プラットフォームで配信開始。

## 音楽
オリジナルサウンドトラック
- 餓狼伝説SPECIAL
  - 1993年10月20日にサイトロン1500シリーズとしてポニーキャニオンより発売された。
- SFC版 餓狼伝説SPECIAL（タカラ / 新世界楽曲雑技団）
  - 1994年7月1日にSUPER FAMICOM Magazineの付録CDとして徳間書店より発売された。15人の各キャラのテーマ曲が収録されている[26]。

## スタッフ
アーケード版
- プロデューサー：BIG BOSS E.KAWASAKI（川崎英吉）
- メイン・プランナー：TSUKAMICHI-2（塚本高史）
- プランナー：CHIUNTA、DERU-DERU
- メイン・オブジェクト・デザイン：HIGASHIPON MEGA、TSUZAKINGYO（津崎あゆみ）
- オブジェクト・デザイン：TONY J OKI、LIONHERT 31、HEITAROU
- デモ・スケッチ：TSUKA
- メイン・スクロール&デモ：MORIYAN No.16th、SOMATOREENO
- メイン・プログラマー：YAMATAN GT-X
- プログラマー：NARUTAKI、EP82BOY.、SPEAKER.R
- サウンド・クリエイター：SHIMIZM（清水敏夫）、YAMAPY 1（山田泰正）、JOJOUHA KITAPY（北村芳彦）
- スペシャル・サンクス：餓狼伝説2スタッフ、Miyakami、Gen、Bun、San、Gu.、FRESH MAN 6、1ST OPERATION STAFF、ALL SNK STAFF

X68000版
- ビッグ・ボス：松浦博司
- プロデューサー：かぜのおふう
- メイン・プログラマー：浅田一海
- プログラマー：TADAAKY 22、SENNIN KIMURA、かめやまきみこ
- グラフィック&ツール：ほづみみき
- サウンド：滝根俊之、こはまよしゆき、S.KANOH
- スペシャル・サンクス：TANOYAN、細田一行、S.FUKUDA、WIND-WINDY、KITAYAN、魔法

スーパーファミコン版
- モノリススタッフ
  - プログラマー：高橋健介、近藤義次
  - デザイナー：久保栄二、そとむらこうじ、まつうらゆきや、まつだとしゆき、あしだしんいち、たかはしかつみ
  - サウンド・コンポーザー：井東誠介
  - トータル・コーディネーター：西垣弘樹
  - プロデューサー：北端宏至
- タカラスタッフ
  - エグゼクティブ・プロデューサー：奥出信行
  - プロデューサー：中野隆幸、H.KOBAYASHI
  - プロダクション・コンポーザー：T.IKE、K.KIJIMA、たかぎしろう、デヴィッド・ファウラー、庖刀達也
  - アートワーク・コンポーザー：庖刀達也、INTAC I.T.C.スタッフ

PCエンジン版
- プロデューサー：松永智史
- プログラマー：長谷川健、武田浩、みやむらひとし
- デザイナー：久保久、東明彦、BINGO、藤本佳代、松田泰一、佐々木伸、岩脇哲英、西川勝久、中村伸一、守山智幸、鈴木隆司、本間寧
- サウンド・エフェクト・コーディネーター：井上雅明、成田修、山本裕直、澤口和彦
- ミュージック・コーディネーション：ジョーダウンスタジオ
- PCエンジンアレンジメント：高津敏之
- パブリック・リレーションズ：宮本徳人、三井啓介
- スペシャル・サンクス：山口英樹、'CITIE' BOY SHI、CYBER SAHASHI（佐橋秀樹）、'SUPE' SHUNSUKE（田中俊介）

メガCD版
- メイン・プログラマー：アンダース・ダイブダール
- ファンコム
  - ツール&リアルタイム・アニメーション・デクランチャー：エイヴィン・エクランド、エイヴィン・ハーゲン、ヨハン・ケーラー、モーテン・B・オフスタッド
  - アザー・プログラミング：ロアー・フロロ、モーテン・B・オフスタッド、カール・ヘンリック・スカーステッド
  - グラフィック・アート：ヨアヒム・バルラム、トーケル・バーンセン、コリン・マクマホン、トミー・スヴェンソン
  - 音楽、効果音：キム・M・ジェンセン
  - アニメーション・エディティング：ヴェービョルン・ストレーメン
  - プロデューサー：トロンド・W・ラーセン
- ビクター音楽産業
  - エグゼクティブ・プロデューサー：おりいまこと
  - プロデューサー：たけなかようじ
- ビクター・エンターテインメント
  - エグゼクティブ・プロデューサー：小森治信
  - プロデューサー：永井敏之
  - ディレクター：富永和也
  - コ・ディレクター：さとうがく
  - アシスタント：みさわりょう

## 評価
アーケード版
- ゲーム誌『ゲーメスト』の企画「第7回ゲーメスト大賞」（1993年度）において、大賞2位、ベスト対戦格闘賞2位、ベストグラフィック賞1位、ベスト演出賞2位、ベストVGM賞2位、年間ヒットゲーム9位、プレイヤー人気8位、ベストキャラクター賞では「ギース・ハワード」が3位、「ダック・キング」が16位、「ヒヨコ&Pちゃん」が19位を獲得した。

- ゲーメストムック『ザ・ベストゲーム2』（1998年）では『名作・秀作・天才的タイトル』と認定された「ザ・ベストゲーム」に選定され、同書にてライターのC・LANは本作より導入された連続技の概念により逆転性が向上したことで「試合内容にメリハリができた」と肯定的に評価した。また、必殺技が出しやすくなったこと、技の出方が早くなったことにより超必殺技に組み込めるようになったことに関しても肯定的に評価した。その他、本シリーズの特徴である前後の2ラインの存在や、ガード状態から出す「避け攻撃」によって接近戦や対空防御面に独自性を与えたこと、同社のキャラクター造形の巧みさに関して絶賛した。

スーパーファミコン版
ゲーム誌『ファミコン通信』の「クロスレビュー」では、7・6・6・5の合計24点（満40点）、『ファミリーコンピュータMagazine』の読者投票による「ゲーム通信簿」での評価は以下の通りとなっており、21.5点（満30点）となっている。
| 項目 | キャラクタ | 音楽 | お買得度 | 操作性 | 熱中度 | オリジナリティ | 総合 |
| 得点 | 4.2        | 3.6  | 3.2      | 3.3    | 3.8    | 3.4            | 21.5 |
ゲームギア版
ゲーム誌『ファミコン通信』の「クロスレビュー」では、6・6・6・4の合計22点（満40点）となっている。
PCエンジンアーケードカードCD-ROM²版
- ゲーム誌『ファミコン通信』の「クロスレビュー」では、8・8・7・6の合計29点（満40点）、『PC Engine FAN』の読者投票による「ゲーム通信簿」での評価は以下の通りとなっており、22.3点（満30点）となっている。

| 項目 | キャラクタ | 音楽 | お買得度 | 操作性 | 熱中度 | オリジナリティ | 総合 |
| 得点 | 4.1        | 3.9  | 3.8      | 3.7    | 3.9    | 3.0            | 22.3 |
- ゲーム本『懐かしゲーム機大百科 PCエンジン完全ガイド 1987-1999』では、操作性や各キャラクターの動作に関して「アーケード版を忠実に再現している」とした上で完成度の高さを絶賛した。

メガCD版
ゲーム誌『ファミコン通信』の「クロスレビュー」では、7・5・5・4の合計21点（満40点）、『メガドライブFAN』の読者投票による「ゲーム通信簿」での評価は以下の通りとなっており、20.4点（満30点）となっている。
| 項目 | キャラクタ | 音楽 | お買得度 | 操作性 | 熱中度 | オリジナリティ | 総合 |
| 得点 | 3.8        | 3.7  | 3.3      | 3.3    | 3.3    | 3.0            | 20.4 |